# Dwergmestkevertje
Het dwergmestkevertje (Oxyomus sylvestris) is een keversoort uit de familie bladsprietkevers (Scarabaeidae). De wetenschappelijke naam van de soort is voor het eerst geldig gepubliceerd in 1763 door Scopoli.